# Усть-Каменогорская ГЭС
Усть-Каменогорская ГЭС — гидроэлектростанция на реке Иртыш, в городе Усть-Каменогорск Восточно-Казахстанской области, Казахстан. Входит в Иртышский каскад ГЭС, являясь его второй, средней ступенью. Принадлежит ТОО «АЭС Усть-Каменогорская ГЭС» (входит в состав государственного АО «ФНБ «Самрук-Казына»).

## Общие сведения
Усть-Каменогорская ГЭС представляет собой плотинную гидроэлектростанцию с приплотинным зданием ГЭС. Установленная мощность электростанции — 367,8 МВт, располагаемая мощность — 335 МВт (меньше установленной вследствие неполного удаления перемычки в русле реки, что вызвало поднятие уровня нижнего бьефа на 1,5 м), проектная среднегодовая выработка электроэнергии — 1580 млн кВт·ч. Состав сооружений гидроузла:
- бетонная водосливная плотина длиной 88 м, имеет четыре пролёта шириной по 18 м, перекрываемых плоскими затворами, общей пропускной способностью при НПУ 3204 м³/с;
- левобережная глухая бетонная плотина длиной 94,03 м;
- правобережная глухая бетонная плотина длиной 81,21 м;
- станционная плотина (щитовая стенка) длиной 123,25 м, в которой размещены 8 отверстий водоприёмников турбинных водоводов, каждый водовод имеет диаметр 7,62 м, а также одно водосбросное отверстие размером 5×6,5 м, пропускной способностью 450 м³/с;
- приплотинное здание ГЭС;
- однокамерный судоходный шлюз.

В здании ГЭС установлены четыре вертикальных гидроагрегата с радиально-осевыми турбинами. Один из них имеет мощность 82,8 МВт, он оборудован турбиной РО-123-ВМ-545, ещё три имеют мощность 95 МВт, они оборудованы турбинами РО-45/5046-В-545. Гидротурбины работают при расчётном напоре 39,8 м и приводят в действие гидрогенераторы СВ 1160/180-72. Производитель турбин — Ленинградский металлический завод, генераторов — предприятие «Элсиб». Электроэнергия с генераторов поступает на 12 однофазных трансформаторов ОДГ 40000/110 (четыре группы по три трансформатора), и далее через открытое распределительное устройство (ОРУ) напряжением 110 кВ в энергосистему по семи линиям электропередачи.
Судопропускные сооружения гидроузла включают в себя однокамерный судоходный шлюз в составе верхового подхода с двумя причальными стенками длиной 100 м и 58 м, камеры шахтного типа с верхней и нижней головами шлюза, низовой подходной канал с двумя причальными стенками длиной по 120 метров, образованный частично выемкой правого берега, частично насыпью разделительной дамбы длиной 400 м. Камера шлюза имеет следующие размеры: длина 100 м, ширина 18 м, высота 47,04 м, глубина на пороге при НПУ 4 м. Шлюз принадлежит филиалу «Гидротехнические сооружения» государственного предприятия «Қазақстан су жолдары» Министерства индустрии и инфраструктурного развития Республики Казахстан.
Напорные сооружения ГЭС образуют Усть-Каменогорское водохранилище суточного регулирования площадью 37,9 км², полным объёмом 655 млн м³, полезным объёмом 35 млн м³, что позволяет осуществлять суточное регулирование стока. Отметка нормального напорного уровня водохранилища (по Балтийской системе высот) — 327,84 м, уровня мёртвого объёма — 326,84 м.

## История строительства и эксплуатации
Усть-Каменогорская ГЭС спроектирована институтом «Ленгидропроект». Строительство станции началось в 1939 году, но вскоре было приостановлено в связи с началом Великой Отечественной войны. С 1948 года строительство было возобновлено. Первый гидроагрегат был пущен в декабре 1952 года, второй — в июне 1953 года, третий — в декабре 1953 года. После пуска третьего гидроагрегата строительство ГЭС было на некоторое время приостановлено в связи с отсутствием потребителей электроэнергии. Последний, четвёртый гидроагрегат был пущен только в ноябре 1959 года. В промышленную эксплуатацию гидроузел был принят 14 августа 1961 года. В ходе строительства гидроузла трестом «Иртышгэсстрой» был выполнен следующий объём работ: выемка мягкого грунта — 837 тыс. м³, выемка скального грунта — 804 тыс. м³, насыпь мягкого грунта — 158 тыс. м³, каменная наброска, дренажи и фильтры — 196 тыс. м³, укладка бетона и железобетона — 570 тыс. м³, монтаж металлоконструкций и механизмов — 7210 т. На строительстве был впервые применён предложенный М. В. Инюшиным метод перекрытия реки с помощью плавучего моста оригинальной конструкции, который в дальнейшем нашёл широкое применение в советском гидростроительстве.
В 1997—2017 годах ГЭС находилась в концессии у американской компании AES, после чего была передана Министерству энергетики Казахстана. В 2022 году собственником станции стал государственный фонд Казахстана АО «ФНБ «Самрук-Казына».

## Модернизация
Станция эксплуатируется более 60 лет, в связи с чем с 2007 года реализован ряд проектов по модернизации оборудования и сооружений. В 2011 году заменен статор генератора и система возбуждения на гидроагрегате № 4. В 2013 году заменены генератор и система возбуждения гидроагрегата № 1, в 2015 году завершена реконструкция гидроагрегата № 3 с заменой гидрогенератора, системы возбуждения и рабочего колеса турбины, в 2017 году аналогичные работы были проведены на гидроагрегате № 2. В 2018 году была проведена перемаркировка гидроагрегатов № 2 и 3, что позволило увеличить мощность станции с 331,2 МВт до 355,6 МВт. В 2021 году после замены рабочего колеса гидротурбины была увеличена мощность гидроагрегата № 1, это увеличило мощность станции  до 367,8 МВт . Одновременно с модернизацией гидроагрегатов были заменены силовые трансформаторы и генераторные выключатели, сороудерживающие решётки и аварийно-ремонтные затворы напорных водоводов, реконструировано распределительное устройство с заменой выключателей на элегазовые и главный щит управления. Были построены бытовой и инженерно-бытовой корпуса, пожарное депо. Планируется продолжение работ по модернизации гидроагрегата №4 с увеличением его мощности на 12,2 МВт, эти работы должны быть завершены в 2027 году.